# 薄井友里
薄井 友里（うすい ゆり、5月15日 - ）は、日本の女性声優。東京都世田谷区出身。アイムエンタープライズ所属。

## 略歴
学生の頃にテレビアニメ『THE IDOLM@STER』を観たことで『THE IDOLM@STER』が好きになった。特に菊地真が好きで、その後は楽曲も色々聴くようになった。学生時代、『アイドルマスター シンデレラガールズ スターライトステージ』をプレイしたかったが、受験が終わるまでは我慢をして、受験を終えた日にインストールしていた。当時、ゲームの中でアイドルの皆が踊っていたことに「すごい技術だ!」と感銘を受けて、あまりアニメなどに関心のない母にも「すごいよ！見て！」と見せに行っていたという。
日本ナレーション演技研究所出身。2018年4月1日よりアイムエンタープライズに所属。
2020年7月より1年間、女優の梶愛海と共にミリタリー通信大学の2代目ミスキャンパスを務める。
2024年5月、『学園アイドルマスター』の姫崎莉波役として『アイドルマスターシリーズ』への出演を果たす。同シリーズのオーディションはこれまでにも何度も受けており、「やりたい役よりも、受かる確率の高い子を選びたい」という意識で臨んだオーディションだったという。

## 人物
趣味は歌やラジオを聴くこと、エレキギター。資格として栄養士免許を保有。このほか、ライブ出演の際に楽曲や衣装に合わせ自身でネイルアートを施すなど、セルフネイルを特技としている。
学生時代は軽音楽部に所属していた。また、10年以上のバレエ経験がある。
特に親交のある声優として、同じアイムエンタープライズ所属であり『学園アイドルマスター』で共演している小鹿なお、川村玲奈の名前を挙げている。

## 出演
太字はメインキャラクター。

### テレビアニメ
2019年
- 同居人はひざ、時々、頭のうえ。（妹(1)）
- フルーツバスケット（TV番組）
- なむあみだ仏っ!-蓮台 UTENA-（ニュースキャスター）
- ダンベル何キロ持てる?（女学院生）

2021年
- アイ★チュウ（観客B）
- アイカツプラネット!（店員）
- スケートリーディング☆スターズ（ミリオンファン）
- ラブライブ!スーパースター!! 

2022年
- ラブライブ!虹ヶ咲学園スクールアイドル同好会
- ヒーラー・ガール（観客達）
- VAZZROCK THE ANIMATION（観客）

2023年
- 絆のアリル（生徒）
- 無職転生 II 〜異世界行ったら本気だす〜（ギルド嬢）
- あやかしトライアングル（女子生徒）

2024年
- 異修羅（メイジ市民、メイジ市兵）
- 花野井くんと恋の病（観客）
- 2.5次元の誘惑（女子生徒D ）
- 異世界失格（街の女性）
- 神之塔 -Tower of God- 王子の帰還 
- 恋は双子で割り切れない（女子生徒）
- ぷにるはかわいいスライム（2024年 - 2025年、虎馬幼稚園園児、丸星リエ） - 2シリーズ

2025年
- 9-nine- Ruler’s Crown（女生徒B）
- 野生のラスボスが現れた!（ディーナ）

### ゲーム
2018年
- 城姫クエスト（真田本城、有岡城）

2019年
- アルテイルクロニクル（ルルララ）
- 千秋伝説・仙境～神々が住む理想郷～（大喬）

2020年
- ブラウンダスト（ヤーナ）
- けものフレンズ3（ホッキョクウサギ）
- 誰ガ為のアルケミスト（ニカイア）
- ベースボールスーパースターズ（マダムカーミラ、ロゼ、アニタ）
- ステラクロニクル（花嫁アテナ、唯一真神）
- おねがい、俺を現実に戻さないで! シンフォニアステージ（ディアマンテ リーンウェイブ）

2021年
- ブラック・サージナイト（千代田、ビーグル）
- 人狼デスマッチ（村人）

2022年
- 逆転オセロニア（リリープ）
- Echocalypse -緋紅の神約-（鴉）
- 幻獣契約クリプトラクト（シェン）

2023年
- うたわれるもの ロストフラグ（2023年 - 2024年、コタマ）

2024年
- グランブルーファンタジー リリンク
- 学園アイドルマスター（2024年 - 2025年、姫崎莉波）
- シンギュラリティ×ラブストーリー（小野千花）
- エルゴスム（ジュリ）

2025年
- プロジェクトセカイ カラフルステージ! feat. 初音ミク
- 姫麻雀（リンネ、パメラ）
- アズールレーン（クレオパトラ）

### インターネット配信番組
- ミリタリー通信大学（2020年 - 2021年、ニコニコ生放送・YouTube）[5]
- ごきげんよう！百合咲リヲです。（2023年 - 、ニコニコチャンネル・YouTube）[36][37][注 1]
- らいおんちゃん（2025年 - 、ニコニコチャンネル・YouTube）[38][39]
- 薄井友里・川村玲奈のすーぱーかわちぃ☆ゆりれいしょん（2025年 - 、ニコニコ生放送・YouTube）[40]
- 薄井友里のツイてる！フロンティア（2025年 - 、ニコニコチャンネルプラス）[41]

### デジタルコミック
- ブラックナイトパレード（2021年、カイザーの彼女[42]）
- ロイヤルテーラー -王宮の裁縫師-（2022年、ハナ[43]）
- 暗殺者の暗子ちゃん（2022年、女性生徒[44]）
- 甘辛義姉妹に挟まれてます（2022年、花穂[45]）
- キス、してもいいですか？（2024年、女性[46]）

### ボイスドラマ
- ASMR ゼロ距離ガール『甘やかしてくれる糸目のお姉さん』（2025年、春灯彩夢[47]）
- 戦国繚乱美少女伝（2025年、原昌胤[48]、落ち武者狩りA[49]、丹羽長秀[50]、上杉兵B[51]、幕府兵J[52]）
- ASMR『あのとき育てていただいた黒猫です。』（2025年、泉瑠璃香[53]）

### 舞台
- メイホリックシアター17 朗読劇『白きは沈黙の街で』（2024年11月15日 - 17日、CBGKシブゲキ!!） - ピート 役（内山悠里菜とのダブルキャスト）[54][55]
- シネマダミス『超時空捜査隊マルキュー ～メイク・フレンズ編～』（2025年6月22日、109シネマズ木場） - ダリア・クロイツ 役（新田ひよりとのダブルキャスト）[56]

### その他コンテンツ
- LIVE DAM Ai シンプル採点3D（2019年、ウサギ モモ[57]）
- オーディオブック『腹を割ったら血が出るだけさ』（2024年、藤野命[58]）

## ディスコグラフィ

### キャラクターソング
| 発売日         | 商品名                                                                                               | 歌                                                                       | 楽曲 | 備考                                                                  |
| -------------- | --- | ------------------------------------------------------------------------ | --- | --------------------------------------------------------------------- |
| 2020年12月23日 | おねがい、俺を現実に戻さないで！ シンフォニアステージ VOCAL COLLECTION 01                            | ファミーリア                                                             | 「上空リヴァーバレイション」                                                                             | ゲーム『おねがい、俺を現実に戻さないで！ シンフォニアステージ』関連曲 |
| 2020年12月23日 | おねがい、俺を現実に戻さないで！ シンフォニアステージ VOCAL COLLECTION 01                            | ディアマンテリーンウェイブ（薄井友里）、ニーナミスティリオン（松嶌杏実） | 「White berry Xmas」                                                                                     | ゲーム『おねがい、俺を現実に戻さないで！ シンフォニアステージ』関連曲 |
| 2024年5月16日  | 初                                                                                                   | 初星学園                                                                 | 「初」                                                                                                   | ゲーム『学園アイドルマスター』関連曲                                  |
| 2024年6月10日  | Campus mode!!                                                                                        | 初星学園                                                                 | 「Campus mode!!」                                                                                        | ゲーム『学園アイドルマスター』関連曲                                  |
| 2024年8月14日  | 学園アイドルマスター Season Solo Collection Vol.1「キミとセミブルー」                                | 姫崎莉波（薄井友里）、有村麻央（七瀬つむぎ）、紫雲清夏（湊みや）         | 「キミとセミブルー」                                                                                     | ゲーム『学園アイドルマスター』関連曲                                  |
| 2024年8月14日  | 学園アイドルマスター Season Solo Collection Vol.1「キミとセミブルー」                                | 姫崎莉波（薄井友里）                                                     | 「キミとセミブルー」                                                                                     | ゲーム『学園アイドルマスター』関連曲                                  |
| 2024年8月14日  | 学園アイドルマスター Season Solo Collection Vol.2「冠菊」                                            | 姫崎莉波（薄井友里）                                                     | 「冠菊」                                                                                                 | ゲーム『学園アイドルマスター』関連曲                                  |
| 2024年8月28日  | 姫崎莉波 1st Single「clumsy trick」                                                                  | 姫崎莉波（薄井友里）                                                     | 「clumsy trick」 「初」 「Campus mode!!」                                                                | ゲーム『学園アイドルマスター』関連曲                                  |
| 2024年8月31日  | がむしゃらに行こう！                                                                                 | 葛城リーリヤ（花岩香奈）、倉本千奈（伊藤舞音）、姫崎莉波（薄井友里）     | 「がむしゃらに行こう！」                                                                                 | ゲーム『学園アイドルマスター』関連曲                                  |
| 2024年9月6日   | Howling over the World                                                                               | 葛城リーリヤ（花岩香奈）、倉本千奈（伊藤舞音）、姫崎莉波（薄井友里）     | 「Howling over the World」                                                                               | ゲーム『学園アイドルマスター』関連曲                                  |
| 2024年9月22日  | ミラクルナナウ(ﾟ∀ﾟ)！                                                                                | 葛城リーリヤ（花岩香奈）、倉本千奈（伊藤舞音）、姫崎莉波（薄井友里）     | 「ミラクルナナウ(ﾟ∀ﾟ)！」                                                                                | ゲーム『学園アイドルマスター』関連曲                                  |
| 2024年10月30日 | 学園アイドルマスター 初星学園×アニメイト コラボCD「古今東西ちょちょいのちょい」【北海道+東北地方盤】 | 姫崎莉波（薄井友里） feat.月村手毬（小鹿なお）                           | 「古今東西ちょちょいのちょい [青森県ver.]」                                                              | ゲーム『学園アイドルマスター』関連曲                                  |
| 2024年10月30日 | 学園アイドルマスター 初星学園×アニメイト コラボCD「古今東西ちょちょいのちょい」【北海道+東北地方盤】 | 有村麻央（七瀬つむぎ） feat.姫崎莉波（薄井友里）                         | 「古今東西ちょちょいのちょい [秋田県ver.]」                                                              | ゲーム『学園アイドルマスター』関連曲                                  |
| 2024年10月30日 | 学園アイドルマスター 初星学園×アニメイト コラボCD「古今東西ちょちょいのちょい」【北海道+東北地方盤】 | 月村手毬（小鹿なお） feat.姫崎莉波（薄井友里）                           | 「古今東西ちょちょいのちょい [福島県ver.]」                                                              | ゲーム『学園アイドルマスター』関連曲                                  |
| 2024年10月30日 | 学園アイドルマスター 初星学園×アニメイト コラボCD「古今東西ちょちょいのちょい」【関東地方盤】        | 葛城リーリヤ（花岩香奈） feat.姫崎莉波（薄井友里）                       | 「古今東西ちょちょいのちょい [茨城県ver.]」                                                              | ゲーム『学園アイドルマスター』関連曲                                  |
| 2024年10月30日 | 学園アイドルマスター 初星学園×アニメイト コラボCD「古今東西ちょちょいのちょい」【関東地方盤】        | 姫崎莉波（薄井友里） feat.有村麻央（七瀬つむぎ）                         | 「古今東西ちょちょいのちょい [神奈川県ver.]」                                                            | ゲーム『学園アイドルマスター』関連曲                                  |
| 2024年10月30日 | 学園アイドルマスター 初星学園×アニメイト コラボCD「古今東西ちょちょいのちょい」【中部地方盤】        | 姫崎莉波（薄井友里） feat.倉本千奈（伊藤舞音）                           | 「古今東西ちょちょいのちょい [福井県ver.]」                                                              | ゲーム『学園アイドルマスター』関連曲                                  |
| 2024年10月30日 | 学園アイドルマスター 初星学園×アニメイト コラボCD「古今東西ちょちょいのちょい」【中部地方盤】        | 有村麻央（七瀬つむぎ） feat.姫崎莉波（薄井友里）                         | 「古今東西ちょちょいのちょい [岐阜県ver.]」                                                              | ゲーム『学園アイドルマスター』関連曲                                  |
| 2024年10月30日 | 学園アイドルマスター 初星学園×アニメイト コラボCD「古今東西ちょちょいのちょい」【近畿地方盤】        | 姫崎莉波（薄井友里） feat.紫雲清夏（湊みや）                             | 「古今東西ちょちょいのちょい [滋賀県ver.]」                                                              | ゲーム『学園アイドルマスター』関連曲                                  |
| 2024年10月30日 | 学園アイドルマスター 初星学園×アニメイト コラボCD「古今東西ちょちょいのちょい」【近畿地方盤】        | 篠澤広（川村玲奈） feat.姫崎莉波（薄井友里）                             | 「古今東西ちょちょいのちょい [奈良県ver.]」                                                              | ゲーム『学園アイドルマスター』関連曲                                  |
| 2024年10月30日 | 学園アイドルマスター 初星学園×アニメイト コラボCD「古今東西ちょちょいのちょい」【中国+四国地方盤】   | 姫崎莉波（薄井友里） feat.藤田ことね（飯田ヒカル）                       | 「古今東西ちょちょいのちょい [鳥取県ver.]」                                                              | ゲーム『学園アイドルマスター』関連曲                                  |
| 2024年10月30日 | 学園アイドルマスター 初星学園×アニメイト コラボCD「古今東西ちょちょいのちょい」【九州+沖縄地方盤】   | 花海咲季（長月あおい） feat.姫崎莉波（薄井友里）                         | 「古今東西ちょちょいのちょい [福岡県ver.]」                                                              | ゲーム『学園アイドルマスター』関連曲                                  |
| 2024年10月30日 | 学園アイドルマスター 初星学園×アニメイト コラボCD「古今東西ちょちょいのちょい」【九州+沖縄地方盤】   | 紫雲清夏（湊みや） feat.姫崎莉波（薄井友里）                             | 「古今東西ちょちょいのちょい [鹿児島県ver.]」                                                            | ゲーム『学園アイドルマスター』関連曲                                  |
| 2024年10月30日 | 学園アイドルマスター 初星学園×アニメイト コラボCD「古今東西ちょちょいのちょい」【九州+沖縄地方盤】   | 倉本千奈（伊藤舞音） feat.姫崎莉波（薄井友里）                           | 「古今東西ちょちょいのちょい [沖縄県ver.]」                                                              | ゲーム『学園アイドルマスター』関連曲                                  |
| 2024年11月13日 | 学園アイドルマスター Season Solo Collection Vol.3「仮装狂騒曲」                                      | 姫崎莉波（薄井友里）                                                     | 「仮装狂騒曲」                                                                                           | ゲーム『学園アイドルマスター』関連曲                                  |
| 2024年12月11日 | 学園アイドルマスター Season Solo Collection Vol.4「White Night! White Wish!」                        | 姫崎莉波（薄井友里）                                                     | 「White Night! White Wish!」                                                                             | ゲーム『学園アイドルマスター』関連曲                                  |
| 2025年2月14日  | 学園アイドルマスター Season Solo Collection Vol.5「ハッピーミルフィーユ」                            | 姫崎莉波（薄井友里）、十王星南（陽高真白）、篠澤広（川村玲奈）           | 「ハッピーミルフィーユ」                                                                                 | ゲーム『学園アイドルマスター』関連曲                                  |
| 2025年2月14日  | 学園アイドルマスター Season Solo Collection Vol.5「ハッピーミルフィーユ」                            | 姫崎莉波（薄井友里）                                                     | 「ハッピーミルフィーユ」                                                                                 | ゲーム『学園アイドルマスター』関連曲                                  |
| 2025年3月3日   | 学園アイドルマスター Season Solo Collection Vol.6「雪解けに」                                        | 姫崎莉波（薄井友里）                                                     | 「雪解けに」                                                                                             | ゲーム『学園アイドルマスター』関連曲                                  |
| 2025年3月26日  | 姫崎莉波 2nd Single「L.U.V」                                                                         | 姫崎莉波（薄井友里）                                                     | 「L.U.V」 「歌声は君いろ」 「がむしゃらに行こう！」 「Howling over the World」 「ミラクルナナウ(ﾟ∀ﾟ)！」 | ゲーム『学園アイドルマスター』関連曲                                  |
| 2025年4月9日   | 学園アイドルマスター Season Solo Collection Vol.7「桜フォトグラフ」                                  | 姫崎莉波（薄井友里）                                                     | 「桜フォトグラフ」                                                                                       | ゲーム『学園アイドルマスター』関連曲                                  |
| 2025年5月上旬  | 姫崎莉波 誕生日記念Single「marble heart」                                                            | 姫崎莉波（薄井友里）                                                     | 「marble heart」                                                                                         | ゲーム『学園アイドルマスター』関連曲                                  |
| 2025年5月17日  | 標                                                                                                   | 初星学園                                                                 | 「標」                                                                                                   | ゲーム『学園アイドルマスター』関連曲                                  |
| 2025年8月2日   | ENDLESS DANCE                                                                                        | 葛城リーリヤ（花岩香奈）、倉本千奈（伊藤舞音）、姫崎莉波（薄井友里）     | 「ENDLESS DANCE」                                                                                        | ゲーム『学園アイドルマスター』関連曲                                  |